# Achalcus oregonensis
Achalcus oregonensis är en tvåvingeart som först beskrevs av Harmston och Miller 1966.  Achalcus oregonensis ingår i släktet Achalcus och familjen styltflugor.
Artens utbredningsområde är Oregon. Inga underarter finns listade i Catalogue of Life.